# Eurobahn
eurobahn (afgekort: ERB) exploiteert treinen in Noordrijn-Westfalen, Nedersaksen en grensoverschrijdend vervoer naar Venlo en Hengelo. Eurobahn is de grootste private spoorwegonderneming in Noordrijn-Westfalen. De onderneming heeft circa 400 medewerkers. Dit omvat meer dan 300 machinisten en klantenservicemedewerkers. De totale omvang van het netwerk is 11,1 miljoen treinkilometers per jaar (stand 2016). Het hoofdkantoor is gevestigd in Düsseldorf.
Voor het onderhoud van treinen worden werkplaatsen in Heessen, Hengelo (elektrische treinen) en Bielefeld (dieseltreinen) gebruikt. Tot eind december 2021 was Eurobahn onderdeel van Keolis Deutschland GmbH & Co. KG met hoofdkantoor in Berlijn. Dit was een dochter van het Franse Keolis SA, dat voor 70% in het bezit is van het Franse staatsspoorbedrijf Société Nationale des Chemins de fer Français (SNCF).

## Geschiedenis
Eurobahn werd in 1998 als Eurobahn Verkehrsgesellschaft mbH & Co. KG met zetel in Wachenheim opgericht. De eigenaren waren VIA Générale de Transport et d'Industrie (VIA GTI) met 60% en Rhenus SE & Co. KG, die tot Rethmann-concern hoort, met 40%.
De eerste door eurobahn geëxploiteerde spoorlijn was in 1999 de gereactiveerde Donnersbergbahn van Alzey naar Kirchheimbolanden, in Rijnland-Palts, waar op 30 mei 1999 de dienst werd gestart.
Op 28 mei 2000 werd de exploitatie tussen Bielefeld en Rahden respectievelijk Lemgo overgenomen (Ravensberger Bahn en de Lipperländer).
Op 25 november 2000 had de dochteronderneming Freiberger Eisenbahngesellschaft mbH de exploitatie op de spoorlijn Freiberg - Holzhau in Saksen overgenomen.
Uit de Eurobahn Verkehrsgesellschaft mbH & Co. KG kwam op 20 september 2001 de Rhenus Keolis GmbH & Co. KG met hoofdkantoor Mainz. De eigenaren waren Rhenus met 51% en Keolis met 49%. In deze onderneming werd de spoordiensten in Alzey, Bielefeld en Freiberg evenals de busdiensten in Bad Kreuznach en Zweibrücken samengevoegd. Bij de start van Rhenus Keolis had de onderneming ongeveer 180 medewerkers.
De exploitatieovername tussen Hildesheim - Löhne (Weser-Bahn) en Hildesheim - Bodenburg (Lammetalbahn) volgde op 14 december 2003. Deze beide spoorlijnen zijn bij de nieuwe dienstregeling in december 2011 overgegaan naar de NordWestBahn.
Op 1 december 2007 werd Rhenus Keolis gesplitst. De Donnersbergbahn, de busdiensten en het meerderheidsbelang in de Freiberger Eisenbahngesellschaft gingen over naar Rhenus Veniro, Keolis Deutschland ging onder de naam eurobahn met de regio Bielefeld verder.
In april 2006 won eurobahn de openbare aanbesteding van het Hellwegnetz in Noordrijn-Westfalen. Sinds 14 december 2008 voert eurobahn de treindienst uit op deze spoorlijnen.

## Exploitatie sinds 2000
Eurobahn exploiteert veertien lijnen in vier verschillende concessies: Teutoburger-Wald-Netz: (RB 61, RB 65, RB 66, RB 72, RE 78), Ostwestfalen-Lippe (RB 67, RB 71, RB 73 en RB 82), Hellweg-Netz (RB 50, RB 59, RB 69 en RB 89) en Maas-Rhein-Lippe-Netz (RE 3 en RE 13).
Sinds 2000 rijdt eurobahn in de regio Ostwestfalen-Lippe met de twee lijnen RB 71 (Ravensberger Bahn) en RB 73 (Der Lipperländer). Sinds 2013 is het netwerk met de twee lijnen RB 67 (Der Warendorfer) en RE 82 (Der Leineweber) uitgebreid. Er worden dieseltreinstellen van het type Talent ingezet. 
eurobahn won in maart 2006 de aanbesteding van het Hellweg-Netz in Noordrijn-Westfalen. De exploitatiestart volgde op 14 december 2008. Het was het grootste elektrische netwerk dat in één keer aan een private spoorwegonderneming werd gegeven. eurobahn rijdt op dit netwerk met treinstellen van het type Stadler FLIRT. Van december 2010 tot december 2016 reden enkele treinen van eurobahn via Warburg naar Kassel-Wilhelmshöhe. De verantwoordelijke ov-autoriteiten konden door deze ritten de uitgedunde langeafstandsverbindingen in Midden-Duitsland opvangen.
In maart 2007 won eurobahn de aanbesteding van het Maas-Rhein-Lippe-Netz. Daarbij had ze sinds december 2009 voor 16 jaar de lijnen RE 3 en RE 13 overgenomen. De overname van de beide lijnen kon niet als gepland plaatsvinden, doordat de Eisenbahnbundesamt de toelating van de 14 vijfdelige FLIRT-treinstellen geweigerd had. De reden hiervoor was ontbrekende formulieren van de bouwer Stadler Rail. Daarom had eurobahn een nooddienstregeling ingesteld, waarbij vervangende treinen van DB op lijn RE 13 werd ingezet. Op 19 februari 2010 gaf de Eisenbahnbundesamt de benodigde toelating voor de vijfdelige FLIRT-treinstellen. Op 23 juli 2010 zijn de vierdelige treinstellen voor het korte Nederlandse traject tot Venlo goedgekeurd, zodat per 25 juli 2010 de treinen naar Venlo kunnen rijden. Door een capaciteitstekort was tot de toelating van de vijfdelige treinstellen een overstap in Mönchengladbach noodzakelijk.
Op 6 november 2014 deelde de NWL, ZVM evenals de Regio Twente mee dat eurobahn vanaf december 2017 de concessie Teutoburger Wald-Netz van Westfalenbahn en DB Regio overneemt, tenzij een andere vervoerder die zich had ingeschreven bezwaar maakt. Op 25 februari 2015 werd het bezwaar van Westfalenbahn door de bestuursrechter in Münster gegrond verklaard, waardoor de aanbesteding opnieuw moest. Op 30 juni 2015 maakte Westfalenbahn bekend dat ze haar bezwaar terugtrok.
Bij de start van de exploitatie op 10 december 2017 werd de lijn Wiehengebirgsbahn pas per 14 januari 2018 van Bad Bentheim naar Hengelo verlengd. Hiermee ontstond opnieuw een grensoverschrijdende regionale verbinding na de in 2013 gestopte Grensland Express. De herstart van de exploitatie tussen Bad Bentheim en Hengelo verliep niet vlekkeloos. Door aanhoudende storingen die optraden bij het overschakelen van het Duitse naar het Nederlandse net, werd de exploitatie hervat nadat op 26 februari 2018 de problemen door fabrikant Stadler waren verholpen.
| Lijn                  | Naam                  | Spoorboeknummer (KBS) | Route | Concessieduur                 |
| Maas-Rhein-Lippe      | Maas-Rhein-Lippe      | Maas-Rhein-Lippe      | Maas-Rhein-Lippe | Maas-Rhein-Lippe              |
| --------------------- | --------------------- | --------------------- | --- | ----------------------------- |
| RE 3                  | Rhein-Emscher-Express | 415, 416              | Hamm (Westf.) - Dortmund Hbf - Herne - Oberhausen Hbf - Duisburg Hbf - Düsseldorf Hbf | december 2009 - december 2025 |
| RE 13                 | Maas-Wupper-Express   | 485, 455              | Hamm (Westf.) - Hagen Hbf - Wuppertal Hbf - Düsseldorf Hbf - Neuss Hbf - Mönchengladbach Hbf - Viersen - Venlo                                                                               | december 2009 - december 2025 |
| Hellweg-Netz          |                       |                       | |                               |
| RB 50                 | Der Lüner             | 411                   | Münster (Westf.) Hbf - Werne - Dortmund Hbf | december 2008 - december 2030 |
| RB 59                 | Hellweg-Bahn          | 431                   | Dortmund Hbf - Dortmund Flughafen - Unna - Lünern - Werl - Westönnen - Soest | december 2008 - december 2030 |
| RB 69                 | Ems-Börde-Bahn        | 400, 410              | Bielefeld - Gütersloh - Oelde - Hamm (Westf.) - Bockum-Hövel - Mersch - Rinkerode - MS-Hiltrup - Münster (gekoppeld aan RB89 tussen Hamm en Münster)                                         | december 2008 - december 2030 |
| RB 89                 | Ems-Börde-Bahn        | 430, 410              | (Warburg (Westf.) -) Paderborn Hbf - Dedinghausen - Lippstadt - Soest - Hamm (Westf.) - Bockum-Hövel - Mersch - Rinkerode - MS-Hiltrup - Münster (gekoppeld aan RB69 tussen Hamm en Münster) | december 2008 - december 2030 |
| Ostwestfalen-Lippe    |                       |                       | |                               |
| RB 67                 | Der Warendorfer       | 406                   | Münster - Warendorf - Beelen - Clarholz - Herzebrock - Rheda - Wiedenbrück - Bielefeld (verder als RB 71 naar Rahden)                                                                        | december 2013 - december 2025 |
| RB 71                 | Ravensberger Bahn     | 386                   | Rahden - Bünde - Bielefeld (verder als RB 67 naar Münster) | december 2000 - december 2025 |
| RB 73                 | Der Lipperländer      | 404                   | Bielefeld - Oerlinghausen - Lage (Lippe) - Lemgo-Lüttfeld | december 2000 - december 2025 |
| RE 82                 | Der Leineweber        | 404, 405              | Bielefeld - Lage - Detmold (- Altenbeken) | december 2013 - december 2025 |
| Teutoburger Wald-Netz |                       |                       | |                               |
| RB 61                 | Wiehengebirgsbahn     | 370, 375, 386         | Bielefeld - Osnabrück - Rheine - Bad Bentheim - Hengelo | december 2017 - december 2032 |
| RB 65                 | Ems-Bahn              | 410                   | Münster - Rheine | december 2017 - december 2032 |
| RB 66                 | Teuto-Bahn            | 385                   | Münster - Osnabrück | december 2017 - december 2032 |
| RB 72                 | Ostwestfalen-Bahn     | 405                   | Herford - Detmold - Altenbeken - Paderborn | december 2017 - december 2032 |
| RE 78                 | Porta-Express         | 124, 400              | Nienburg - Minden - Bielefeld (- Rheda-Wiedenbrück) | december 2017 - december 2032 |

### S-Bahn Rhein-Ruhr
Op 7 juli 2016 maakte de Verkehrsverbund Rhein-Ruhr (VRR) bekent dat Keolis deel 1 van de aanbesteding van de S-Bahn Rhein-Ruhr gewonnen had. Zo worden de lijnen S1 en S2 vanaf december 2019 door eurobahn met treinen van het type Baureihe 422 in de huisstijl van VRR gereden. De concessie heeft een omvang van 4,8 miljoen treinkilometers per jaar.
| Lijn | Route | Concessieduur                 |
| ---- | --- | ----------------------------- |
|      | Solingen - Hilden - Düsseldorf - Duisburg - Mülheim an der Ruhr - Essen - Bochum - Dortmund                                       | december 2019 - december 2034 |
|      | Dortmund-Lütgendortmund - Dortmund-Marten Süd - Dortmund Stadthaus - Dortmund-Brackel - Dortmund-Wickede - Unna-Königsborn - Unna | december 2019 - december 2034 |

## Voormalige lijnen
| Lijn  | Naam                 | Spoorboeknummer (KBS) | Route                               | Concessieduur                 | Nieuwe exploitant |
| ----- | -------------------- | --------------------- | ----------------------------------- | ----------------------------- | ----------------- |
| RB 77 | Weser-Bahn           | 372                   | Bünde - Löhne - Hameln - Hildesheim | december 2003 - december 2011 | NordWestBahn      |
| RB 79 | Lammetalbahn         | 373                   | Hildesheim - Bodenburg              | december 2003 - december 2011 | NordWestBahn      |
| -     | Langeafstandsverkeer | 400, 415              | Bielefeld - ... - Köln              | december 2000 - januari 2001  | geen              |

### Langeafstandsverkeer tussen Keulen en Bielefeld
Van 1 december 2000 tot 28 januari 2001 exploiteerde eurobahn tussen Köln Hauptbahnhof en Bielefeld Hauptbahnhof een langeafstandsdienst, waarbij Talent-treinstellen werden ingezet. eurobahn was hiermee de eerste onderneming die na de in 1994 gestarte spoorhervorming (Bahnreform) naast DB Reise & Touristik AG (later DB Fernverkehr) op de Duitse langeafstandsmarkt per spoor actief was. De reistijd bedroeg tweeënhalf uur, de verbinding werd alleen op vrijdag tot en met zondag aangeboden (één treinpaar per dag). Tussenstations waren Gütersloh Hauptbahnhof, Dortmund Hauptbahnhof, station Düsseldorf Flughafen en Düsseldorf Hauptbahnhof. Een enkele reis over de gehele verbinding kostte inclusief plaatsreservering 40 Duitse mark. Daarmee was de prijs een derde lager dan bij de DB, daarnaast werd een welkomstdrankje aangeboden. Wegens de geringe bekendheid en de daaruit volgende magere bezettingsgraad stopte de onderneming al na twee maanden met deze dienst. Per rit zaten ongeveer 20 à 30 reizigers in de treinen.

## Voertuigen

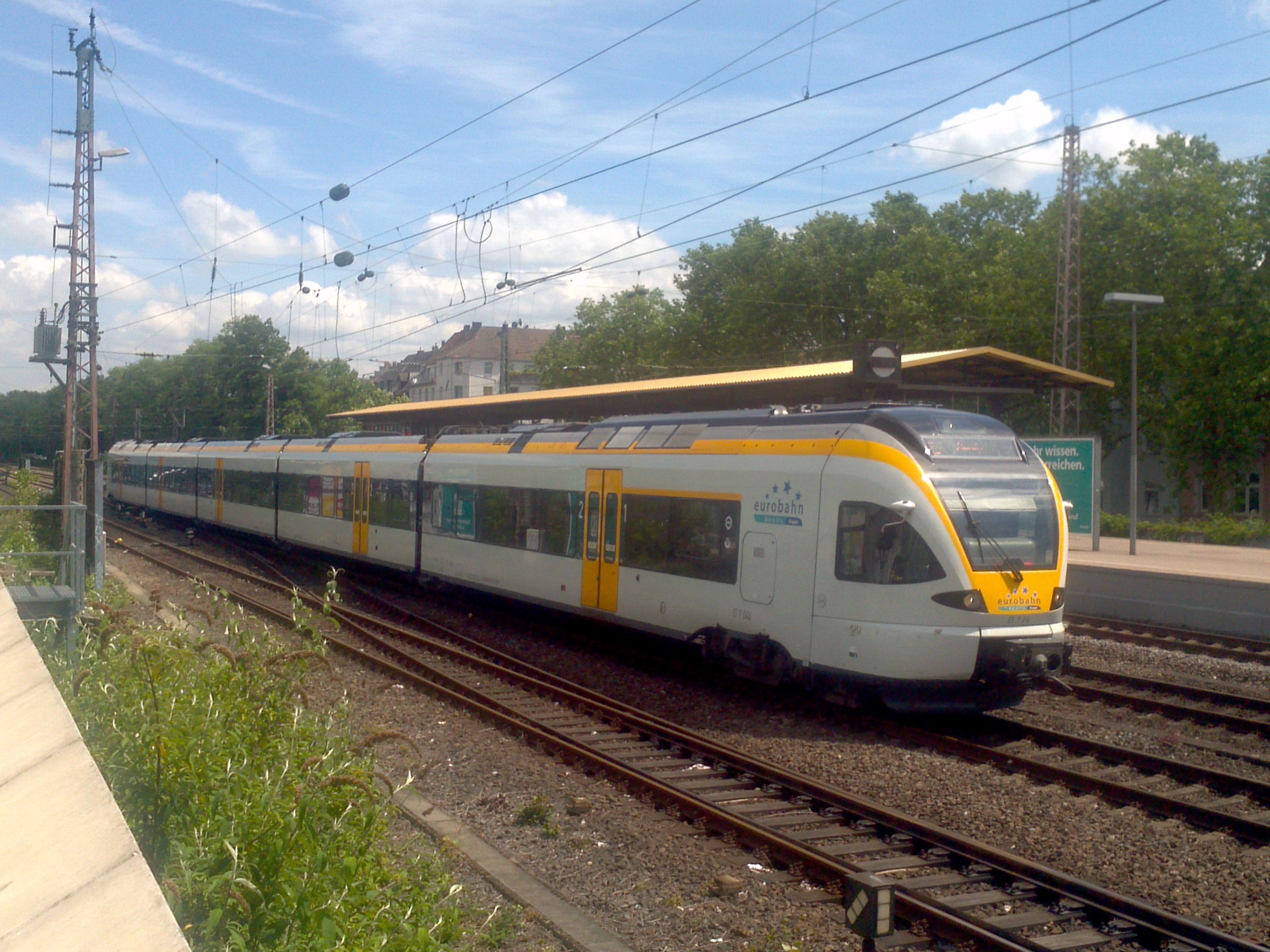
Stadler FLIRT van eurobahn in Düsseldorf-Bilk (2012)

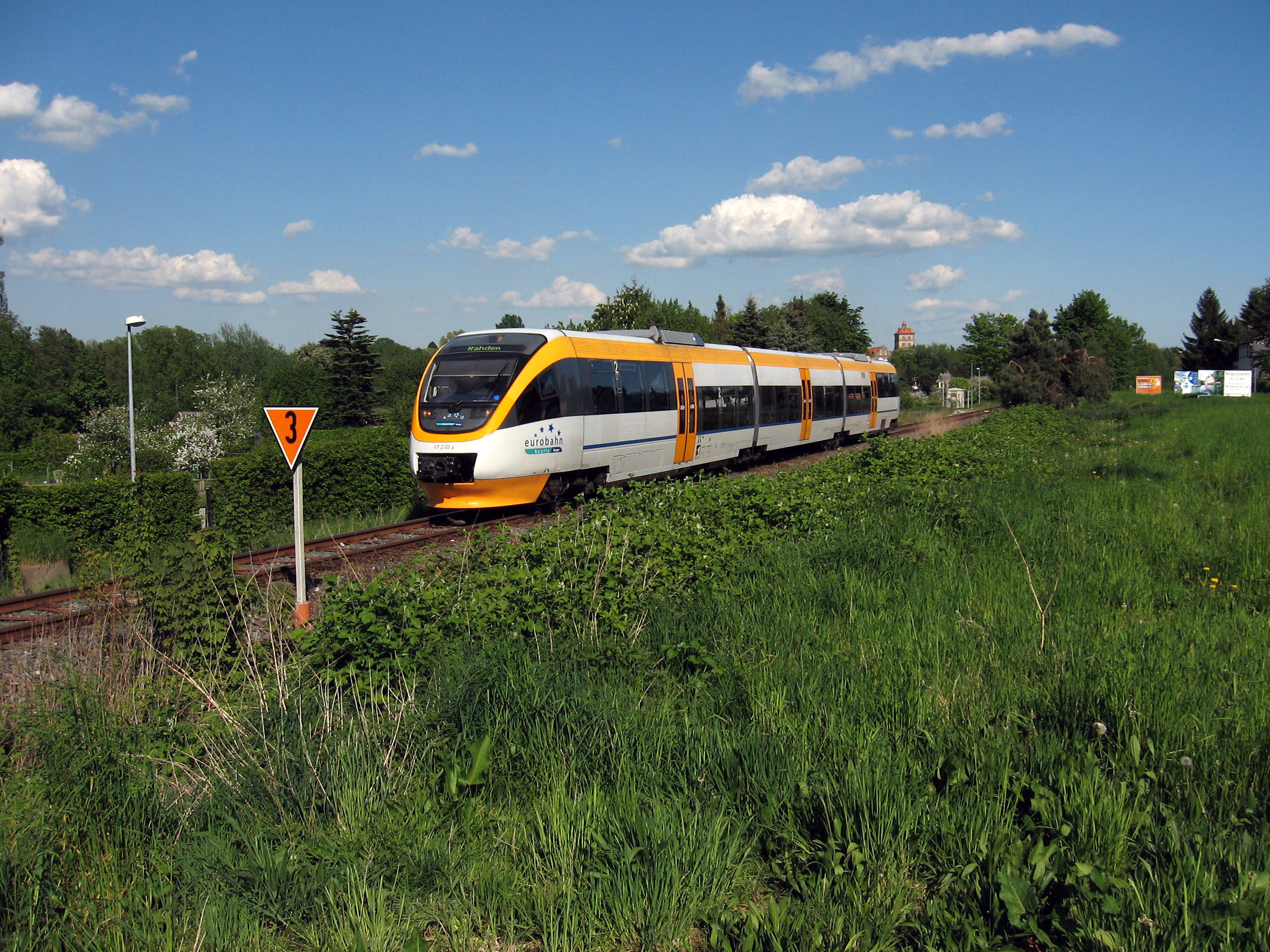
Bombardier Talent op de Begatalbahn (2008)

eurobahn zet voor de Ostwestfalen-Lippe-concessie (RB 67, RB 71, RB 73 en RE 82) 21 driedelige dieseltreinstellen van het type Bombardier Talent (genummerd VT 2.01-VT 2.07 en VT 3.01-VT 3.14) in. In de tussentijd waren tot december 2016 drie gehuurde Talent-treinstellen in dienst (de driedelige VT 2.12 en twee tweedelige VT 2.10 en VT 2.11). De 3de serie Talent-treinstellen werden voor de nieuwe lijnen, die sinds eind 2013 worden geëxploiteerd, van de NordWestBahn, Bayerische Oberlandbahn en Prignitzer Eisenbahn overgenomen. Deze treinstellen werden in de oorspronkelijke kleuren van de vorige eigenaren ingezet, maar dan met de stickers "Ich bin eine Eurobahn". Ondertussen zijn alle overgenomen treinstellen in de witgele eurobahn-huisstijl gebracht.
Op de concessies Hellweg-Netz en Maas-Rhein-Lippe worden 43 elektrische treinstellen van het type Stadler FLIRT ingezet. De elektrische treinstellen zijn ingedeeld in 25 vierdelige (genummerd ET 5.01-ET 5.25) bouwjaar 2008, vier vierdelige uit een nabestelling uit 2009 (genummerd ET 6.01-ET 6.04) en 14 vijfdelige (genummerd ET 7.01-ET 7.14) ook uit 2009. De Eisenbahn-Bundesamt had de laatste serie de toelating geweigerd. Reden hiervoor waren ontbrekende stukken die de bouwer Stadler Rail niet had aangeleverd. eurobahn kon de exploitatie van de Maas-Rhein-Lippe-concessie beperkt overnemen en kwam hiervoor met een nooddienstregeling. Voor het vervangende verkeer op lijn RE 13 werden 15 locomotieven Baureihe 185 (Bombardier TRAXX), zes dieseltreinstellen Baureihe 642 (Desiro) en talrijke rijtuigen van diverse types gehuurd.
Met de concessieverlenging van het Hellweg-Netz werden naast de bestaande vierdelige FLIRT-treinstellen extra vijfdelige FLIRT 3-treinstellen ingezet.
Voor de concessie Teutoburger Wald-Netz werd bij Stadler Pankow acht vijfdelige FLIRT 3-treinstellen voor het grensoverschrijdende verkeer tussen Duitsland en Nederland besteld. Deze worden overwegend op de lijn RB 61 Bielefeld - Bad Bentheim - Hengelo ("Wiehengebirgsbahn") ingezet. De acht nieuwe FLIRT 3-treinstellen versterken de vloot van 19 FLIRT-treinstellen, die destijds nog door Westfalenbahn ingezet werden en bij de exploitatieovername in 2017 door eurobahn werden overgenomen.
Ook heeft Eurobahn een aantal treinstellen van het type Alstom Coradia LINT (genummerd VT 4.01-VT 4.11) in bezit gehad, maar deze zijn bij het vervallen van een aantal lijnen verkocht.

## Werkplaatsen

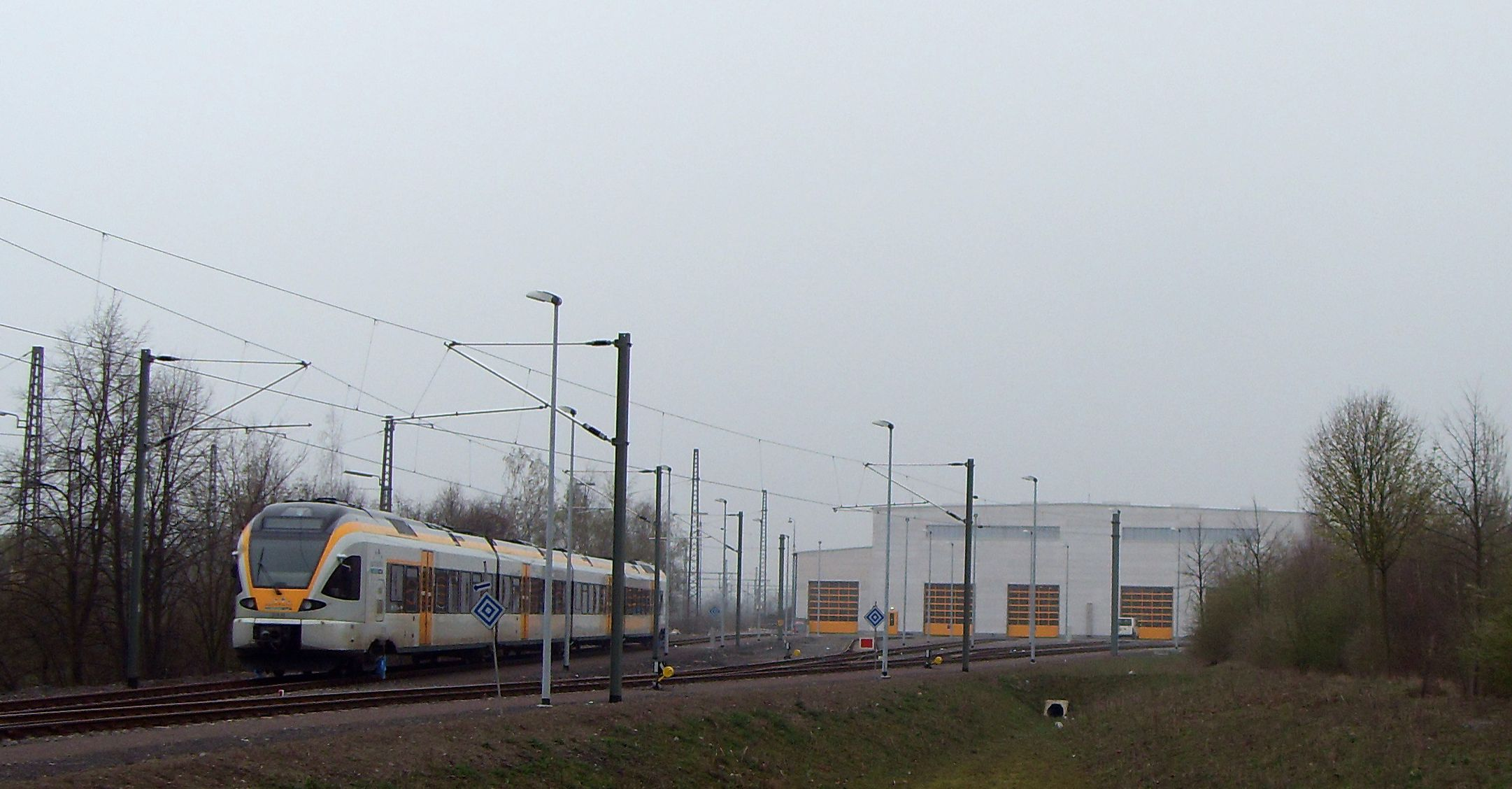
Werkplaats van eurobahn in Hamm-Heessen (2009)

De dieseltreinstellen worden onderhouden in Bielefeld, stadsdeel Sieker. Voor de elektrische treinstellen is in 2008 in Hamm-Heessen een onderhoudslocatie gebouwd. Bij deze laatste werkplaats heeft men de beschikking over vier onderhoudssporen alsmede een wasinrichting.

## Servicebalie
eurobahn heeft twee servicebalies als direct aanspreekpunt voor de reizigers. De servicebalie in Hamm bevindt zich bij station Hamm (Westf) Hbf. Een verdere servicebalie bevindt zich nabij Düsseldorf Hauptbahnhof.

## Kritiek
eurobahn kreeg omstreeks 2016 te maken met herhaaldelijk uitvallen van treinen, waarvan personeelsproblemen de oorzaak waren. In december 2016 besloot de onderneming op grond van het vele onvoorzienbare uitvallen de dienstregeling op zes van de tien lijnen te verdunnen, om de reizigers een betrouwbare dienstregeling te bieden. Daarbij werd in het bijzonder de dienst op de lijn RB 59 en RE 13 op het trajectdeel Venlo - Mönchengladbach gehalveerd. eurobahn had in 2016 21 nieuwe machinisten aangesteld en startte in 2017 een eigen gefinancierde opleiding.

## Galerij

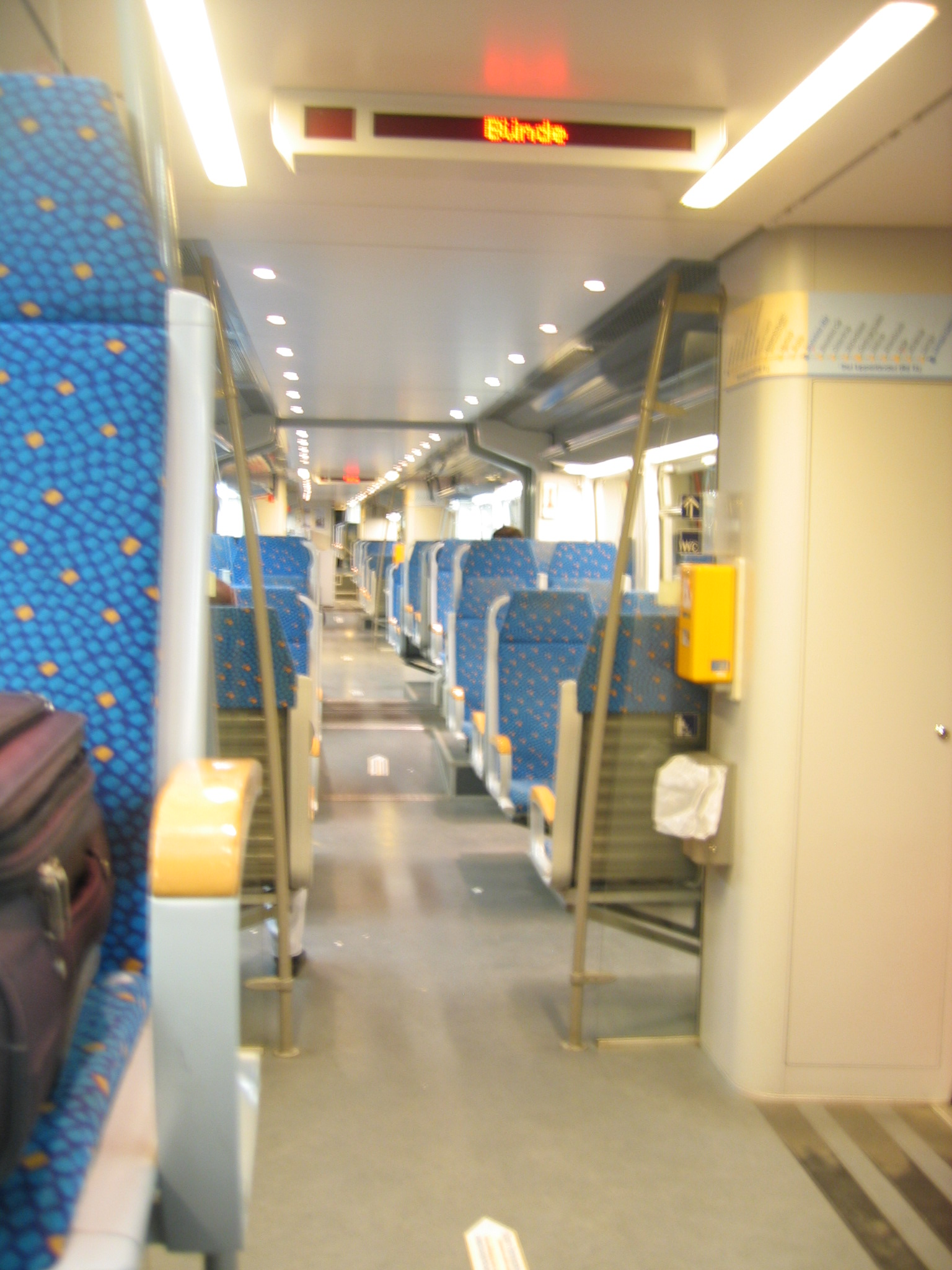
Interieur van een eurobahn-Talent
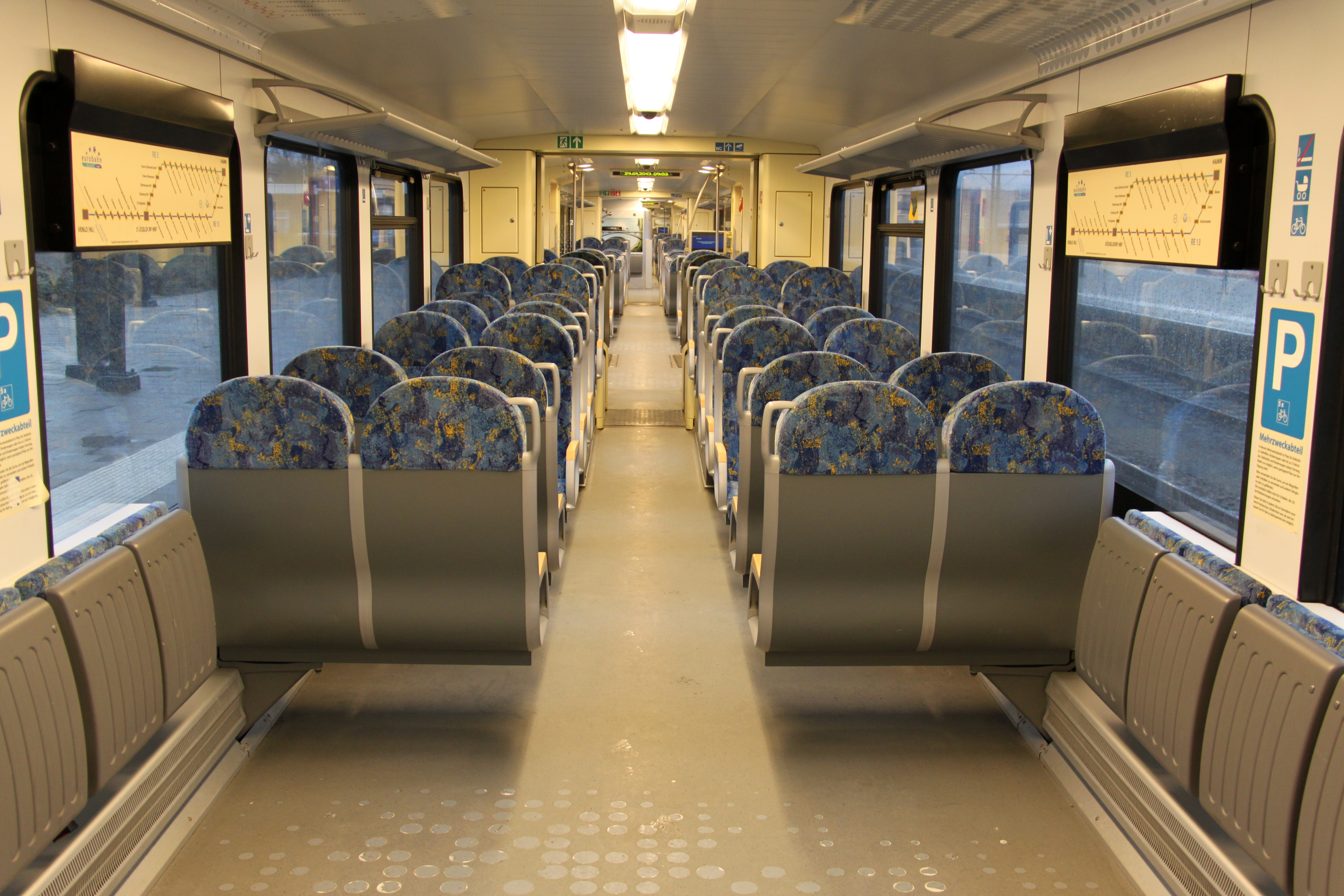
Interieur van een FLIRT treinstel (2013)
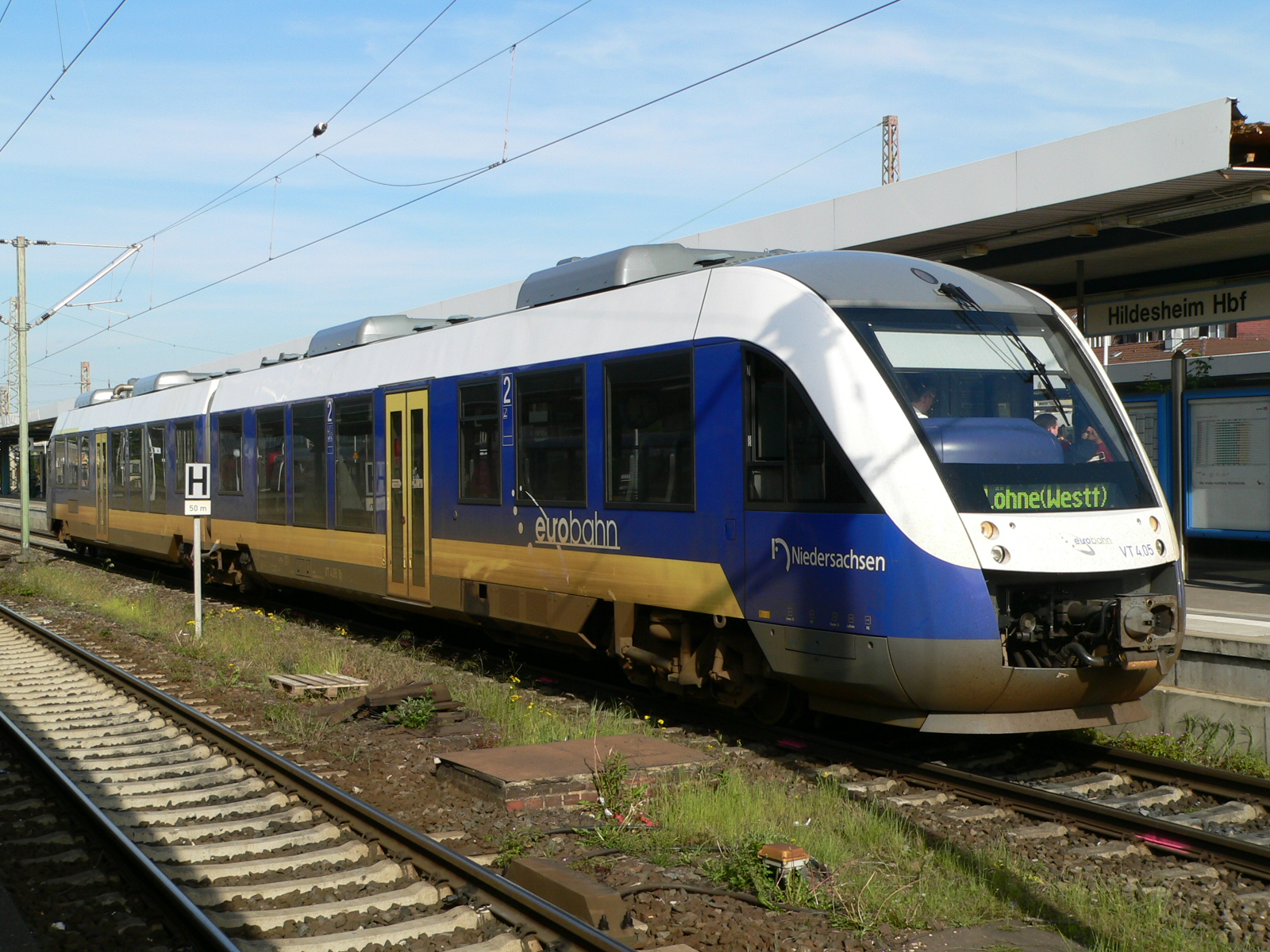
Voormalige eurobahn-LINT in Hildesheim Hauptbahnhof op de tot 2011 door Eurobahn geëxploiteerde verbinding Weser-Bahn (2005)
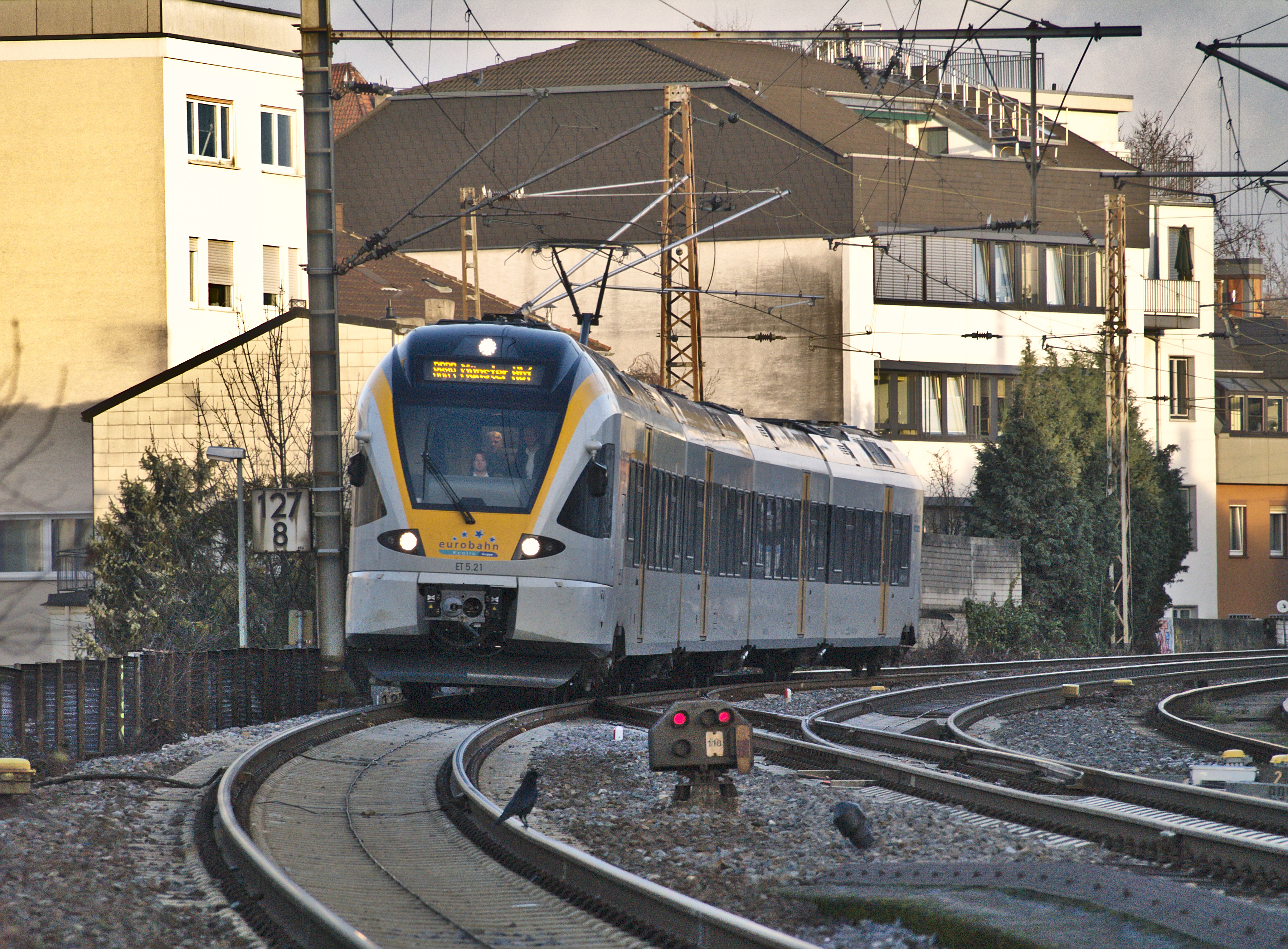
Een eurobahn-FLIRT ET 5.21 bij Paderborn Hauptbahnhof (2008)
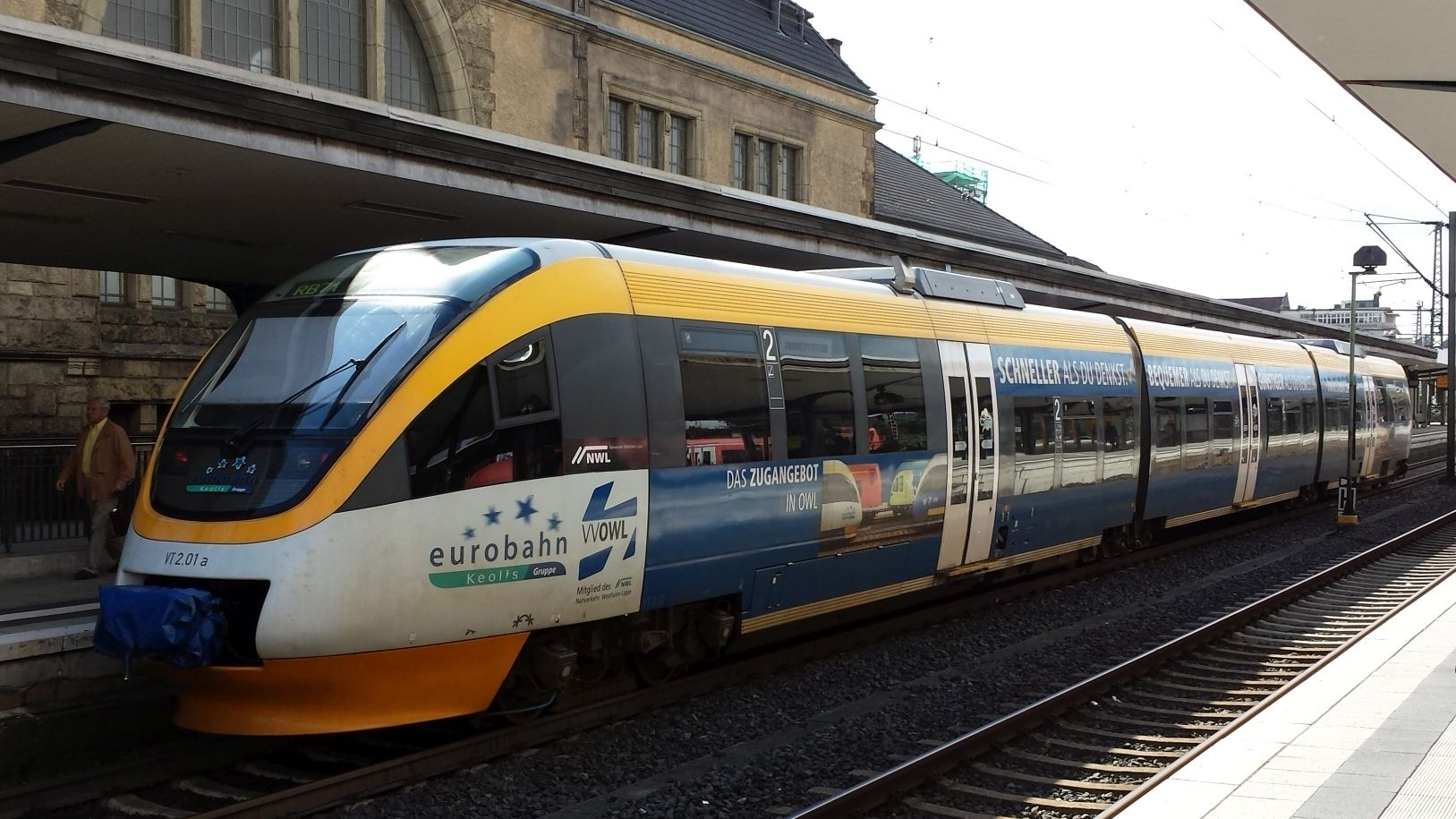
Eurobahn Talent VT 2.01 met volledige reclame in Bielefeld Hauptbahnhof (2013)